# 반송로 (창원시)
반송로(Bansong-ro)는 경상남도 창원시 성산구 사파동 지귀상가삼거리에서 대한민국 경상남도 창원시 성산구 반송동을 잇는 도로다.

## 주요 경유지
경상남도
- 창원시 성산구 (반송동)

## 노선
| 이름           | 접속 노선  | 소재지 | 소재지 | 비고 |
| -------------- | ---------- | ------ | ------ | ---- |
| 지귀상가삼거리 | 창이대로   | 창원시 | 성산구 |      |
| 창원천2교      |            | 창원시 | 성산구 |      |
| 반지사거리     | 반지로     | 창원시 | 성산구 |      |
| 반송사거리     | 충혼로     | 창원시 | 성산구 |      |
| (이름없음)     | 외동반림로 | 창원시 | 성산구 |      |

## 주요 건물및 시설
- 세븐일레븐 창원반지사거리점 (반송로 33/반지동 40-19)
- CU 창원반지점 (반송로 39/반지동 41-20)
- 맘스터치 반지반림점 (반송로 58/반지동 80-5)
- HD현대오일뱅크 경남주유소 (반송로 60/반지동 80-6)
- GS25 반림중앙점 (반송로 106/반림동 10)
- CU 창원반림럭키점 (반송로 107/반림동 8)
- 창원반송초등학교 (반송로 133/반림동 7)
- 반송여자중학교  (반송로 168/반림동 19)
- 뚜레쥬르 창원반림점 (반송로 181/반림동 4-1)
- 농협 반림지점 (반송로 181/반림동 4-1)
- 농협 하나로마트 반림점 (반송로 181/반림동 4-1)
- 반송중학교 (반송로 182/반림동 4-1)